# Премія імені Бориса Лятошинського
Премія імені Бориса Лятошинського — щорічна державна премія для митців за видатні досягнення у сфері професійної композиторської творчості.
Вважається однією з найпрестижніших нагород для композиторів.

## Про премію
Премія підтримує твір (цикл творів), що:
- створений та оприлюднений протягом останніх п'яти років, але не пізніше ніж за три місяці до його подання на здобуття Премії,
- має позитивні рецензії у мистецтвознавчій літературі, засобах масової інформації.

Пропозиції щодо участі в конкурсі вносяться творчими спілками, вищими навчальними закладами культури і мистецтва, театрально-видовищними закладами, мистецькими колективами.
Щороку присуджують одну премію ім. Бориса Лятошинського. Розмір премії становить 20 тис. грн.
Організаційно-методичний супровід присудження премії здійснює Державне агентство України з питань мистецтв та мистецької освіти.

## Лауреати
- Пацера Віталій Володимирович (2003)
- Юріна Людмила Єгорівна (2007) Юріна Людмила Єгорівна#Біографія
- Гомельська Юлія Олександрівна (2011)
- Учень Бориса Лятошинського Євген Станкович (2021)[3]
- Львівський композитор Михайло Швед (2022)[2][1]
- Щербаков Ігор Володимирович (2023)[4]
- Остап Мануляк (2024)[5]